# Grčka rukometna reprezentacija
Grčka rukometna reprezentacija predstavlja državu Grčku u športu rukometu.
Trenutačni izbornik: Georgios Zaravinas, a jedan od prijašnjih izbornika bio je Goran Perkovac.
Krovna organizacija: Grčki rukometni savez.
Nije dosad ostvarila značajnih rezultata.
Plasirali su se prvi put na Europsko prvenstvo 2024. u Njemačkoj.

## Nastupi u kvalifikacijama za SP
(popis nepotpun)
Na izlučnim natjecanjima za sudjelovanje na SP 2007., natjecanje su okončali na 1. mjestu u skupini 1.

## Poznati igrači
- Alexandros Alvanos
- Savas Karipidis
- Nikolaos Samaras
- Alexandros Vasilakis